# Lakenheath
Lakenheath è un paese di 8.200 abitanti della contea del Suffolk, in Inghilterra. è situato nel distretto di Forest Heath, vicino al confine tra il Norfolk e il Cambridgeshire, ed è il punto d'incontro tra le zone naturali del Fens e del Breckland. Inoltre è sede della base militare statunitense nel Regno Unito, la RAF Lakenheath. Nelle vicinanze si trova la riserva naturale del Lakenheath Fen, creata nel 1996.

## Origine del nome
Il nome Lakenheath è una corruzione dell'anglo-sassone Lyking-hythe, che indicava un luogo di sbarco degli abitanti del Fens. Tutta questa zona, infatti, un tempo era paludosa, come l'attuale Fens.

## Storia
Scavi effettuati tra il 1997 e il 2002 presso tre cimiteri anglo-sassoni, oggi situati nella base della Royal Air Force, hanno riportato alla luce 394 tombe e 17 fosse con resti di cremazione, inclusa una tomba del VI secolo in cui è sepolto un uomo accanto a un cavallo interamente armato.
Lakenheath è famosa per la sua chiesa medievale di St Mary, costruita attorno all'XI secolo. Originariamente in legno, poi ricostruita in pietra con la selce locale. L'interno della chiesa è ricca di dipinti medievali che hanno per soggetto Sant'Edmondo, angeli, uccelli e molto altro. Li si data a partire dal XIII secolo. Grazie alla Heritage Lottery Fund (HLF) questi affreschi, prima non tutelati, adesso sono ufficialmente protetti.

## RAF Lakenheath
Gli statunitensi sono presenti nella base sin dalla seconda guerra mondiale, quando vi stazionarono i bombardieri. La base ha una popolazione di circa 7.000 membri del personale di servizio, escluse le famiglie e il personale combattente.

## Infrastrutture e trasporti
A circa 5 km dal villaggio si trova la stazione ferroviaria di Lakenheath, una delle meno usate in tutto il Regno Unito. Tra il 2016 e il 2017 il totale dei viaggianti, infatti, è stato di soli 518. Il villaggio è fornito regolarmente da bus che portano nelle città di vicine di Brandon, Mildenhall e Thetford.